# Marika (cantante)
Marika, pseudonimo di Marta Kosakowska (Białystok, 14 dicembre 1980), è una cantante e conduttrice televisiva polacca.

## Biografia
Cresciuta a Łomża, Marika ha studiato Letteratura polacca all'Università Adam Mickiewicz di Poznań. Ha avviato la sua carriera musicale nel 2002 come cantante per i gruppi Bass Medium Trinity e Breakbeat Propaganda. Nel 2005 ha aperto il concerto di Macy Gray a Varsavia.
Nel 2007 ha avviato la sua carriera da solista con il singolo Moje serce, che ha anticipato l'album di debutto Plenty. Il disco, uscito nell'agosto del 2008, ha raggiunto la 19ª posizione della classifica polacca, e le ha fruttato due candidature per il miglior disco R&B e per il miglior artista esordiente ai premi Fryderyk del 2009, il principale riconoscimento musicale polacco.
Nel 2010 ha ottenuto il suo miglior piazzamento nella classifica polacca con il secondo album Put Your Shoes On/Off, che ha debuttato al 18º posto. Il disco è stato candidato ai Fryderyk dell'anno successivo nella categoria Miglior album R&B.
Nell'estate del 2012 ha presentato l'Ostróda Reggae Festival. Fra il 2013 e il 2014 ha inoltre condotto quattro edizioni del talent show di TVP2 The Voice of Poland.

## Discografia

### Album in studio
- 2008 – Plenty
- 2010 – Put Your Shoes On/Off
- 2012 – Momenty (con gli Spokoarmia)
- 2015 – Marta Kosakowska

### Album dal vivo
- 2013 – Chilli Zet Live Session

### Raccolte
- 2009 – So Remixed

### Singoli
- 2007 – Moje serce
- 2008 – Masz to
- 2009 – So Sure
- 2010 – Uplifter
- 2010 – Girlzz in Trance
- 2011 – Nieważne ile
- 2011 – Esta festa (feat. Fabisz)
- 2012 – Baqaa
- 2012 – Widok (feat. Sound'n'Grace)
- 2013 – Risk Risk
- 2015 – Tabletki
- 2015 – A jeśli to ja
- 2015 – Niebieski ptak
- 2015 – 1000 lamp
- 2016 – Idę
- 2020 – Jak na moje oko